# Jean Jacques Deruyts
Jean Jacques Deruyts (Luik, 14 december 1790, aldaar 11 april 1871) was een Belgisch componist.
Hij werd geboren in het gezin van Jacques Deruyts en Marie Marguerite Delaide. Hij huwde Marie Thérèse Humblet. Hun zoon Gustave Deruyts was eveneens componist. Kleinzoon Joseph Gustave Jacques Deruyts, wiskundige (ook kleinzoon François Deruyts was wiskundige) gaf een aantal werken van beiden uit.
Hij kreeg zijn muziekopleiding in Herentals en werkte als organist en dirigent in diverse kerken in België. Hij was een van de eerste leraren van César Franck. Van zijn hand verscheen een aantal kerkcomposities (Te Deum, een Mis, motetten etc). Hij stierf als rentenier.
- Bibliothèque nationale de France: cb16340933s (data)
- International Standard Name Identifier: 0000 0004 6793 9151
- Système universitaire de documentation: 25582064X
- Virtual International Authority File: 7920153411851841700008